# Németmokra
Németmokra (ukránul: Німецька Мокра) település Ukrajnában, Kárpátalján, a Técsői járásban.

## Fekvése
Técsőtől északkeletre, a Máramarosi-havasokban, a Kis-Tarac vize mellett, Oroszmokra északi szomszédjában fekvő település.

## Története
A kenézi telepítésű falut 1638-ban említette először oklevél, mint a Dolhai család telepesfaluját. Később azonban már csak 1715-1720-as összeírás említi ismét. Lakossága bizonyára elhagyta, és csak a 18. században telepítette újra a kincstár német és orosz telepesekkel. Ekkor már két egymás mellett fekvő faluként említették Németmokra és Oroszmokra néven.
A Németországból érkezett telepesek 1777-ben alapították meg a falut, 60 erdei munkás itteni megtelepedésével.
Németmokrának 1910-ben 730 lakosából 47 magyar, 654 német, 28 ruszin volt. Ebből 667 római katolikus, 37 görögkatolikus, 20 izraelita volt. A trianoni békeszerződés előtt Máramaros vármegye Taracvizi járásához tartozott.

## Nevezetességek
- Római katolikus fatemplomuk 1812-ben épült, melyet 1885-ben bővítettek. Anyakönyvet 1777-től kezdve vezetnek.